# Вятская республика
Вя́тская вечева́я респу́блика — государство в Вятской земле в период высокого Средневековья, существовавшее в XIV―XV веках. Было в основном расположено в бассейне реки Вятка. Согласно историку Николаю Костомарову, в Вятской республике не было князей, хотя данное заявление стоит воспринимать критически ввиду отсутствия у Костомарова убедительной аргументации. Некоторыми краеведами было высказано предположение, что Вятская республика представляла собой конфедерацию Хлынова, Котельнича и Орлова.
Общество Вятской земли делилось на 3 социальных группы: крупные феодалы, в том числе бояре, житьи люди, т. е. купцы, представители православного духовенства, крестьяне и ремесленники, и зависимые от феодалов закабалённые крестьяне и холопы. Большое значение в экономике республики составляли натуральное хозяйство, ремесло и внешняя торговля с соседствующими племенами и государствами.
Первыми обитателями бассейна реки Вятки в VIII―X веках стали финно-угорские племена. Славянские переселенцы пришли на данные земли с территории Северо-Западной и Северо-Восточной Руси в XI ― начале XIII веков (по другим источникам — в XII—XIII веках). Впервые Вятская республика была упомянута в летописях в 1374 году, когда новгородские ушкуйники совершили поход на территорию Булгарского улуса, одновременно с этим разграбив территории Вятской земли. Ушкуйники Вятки, в свою очередь, совершили ряд походов на территории Русского государства, Казанского ханства и Большой Орды (с разграблением её столицы ― Нового Сарая). До сих пор неизвестно, была ли Вятская республика независимым отдельным государством или сепаратистским образованием на окраине Новгородской республики. После ряда военных походов Московского княжества была присоединена к последнему.
Об истории Вятской республики написано несколько литературных произведений: «Москва слезам не верит», посвящённое завоеванию Вятской земли Москвой, «Хлыновцы» и «Упреждающий удар», описывающее поход вятского воеводы Константина Юрьева на Новый Сарай.

## География
Вятская республика располагалась в бассейне реки Вятки за исключением небольших частей, лежавших на территориях бассейнов рек Кама, Юг, Луза, Ветлуга и Большая Кокшага, на равнине с наклоном с северо-востока на юго-запад и при этом была расчленена возвышенностями Вятские увалы, Северные увалы и Вятско-Камской. Климат характеризовался как континентальный, почвы являлись подзолистыми и неплодородными. В лесу преобладали хвойные породы дерева. На территории Вятской республики встречались железные и медные руды, фосфориты, гипс, торф и пр. На поверхности (в том числе в водоёмах) водилось много промыслового зверя, боровой и водоплавающей птицы, рыбы, а также диких пчёл.

## Государственное и социальное устройство

### Государственное устройство
Хотя государственное устройство Вятской республики не известно в подробностях ввиду малого количества письменных источников, предполагается, что оно было схоже с новгородским. Историк Николай Костомаров пишет о том, что в Вятской республике не было князей, поэтому она одна сохранила «чистое народоправство». Однако к этому заявлению стоит относиться критически ввиду отсутствия у Костомарова развёрнутой аргументации.
По мнению историка А. В. Эммаусского, управление в Вятской республике было выборным. В его главе стояли воеводы и подвойские, вместе занимавшиеся гражданскими и военными делами и исполнявшие функцию охраны правопорядка; сёлами управляли сотские и старосты. В случае военной угрозы из всех способных держать оружие собиралась рать. Церковное управление было сосредоточено в руках старшего священника ― десятинника.
Согласно мнению краеведов библиотеки имени А. И. Герцена, Вятская республика представляла собой объединение трёх городов — Хлынова, Котельнича и Орлова.

### Социальное устройство
Согласно «Энциклопедии земли Вятской» в XIV веке в Вятской республике уже существовали развитые феодальные отношения. Главенствующее положение в Вятской земле занимали крупные, но немногочисленные феодалы ― бояре, житьи люди (средние и мелкие землевладельцы), купцы и представители православного духовенства. В зависимости от бояр и житьих людей находились закабалённые крестьяне и холопы. Самый большой пласт населения составляли крестьяне и ремесленники.

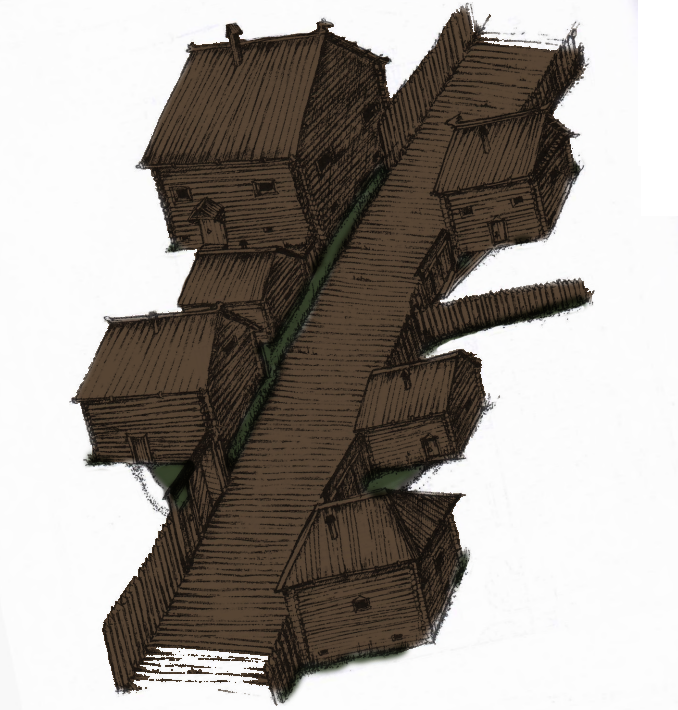
Улица Хлыновского кремля конца XIV — начала XV вв. Макаров Л. Д.

## Экономика
В Вятской республике было широко распространено как подсечно-огневое земледелие, так и трёхполье. Выращивались озимые и яровые культуры хлебов, лён, конопля, а также овощные культуры. Помимо земледелия жители Вятской земли занимались скотоводством (овцеводством, коневодством, птицеводством и пр.). Подсобную роль в хозяйстве также играли бортничество и рыболовство.
В сельской местности ремесленники занимались обработкой кожи, кости, металла и т. д., совмещая ремесло с сельским хозяйством. В городах работали люди отраслей, требовавших особых знаний и умений: кузнецы, литейщики, оружейники, ювелиры и пр. Городские ремесленники обеспечивали надёжный сбыт своих товаров, в то время как товары сельских оставались внутри села, потому что делались на заказ.
Торговля происходила между жителями Вятской республики и соседними финно-угорскими племенами, Волжской Булгарией и Удельной Русью. Купцы сосредотачивались в крупных сёлах, наибольшие из которых превратились в города в XIV―XV веках.

## История
Первые народности на территории Вятской земли сформировались в VIII―X веках, первыми обитателями бассейна реки Вятки стали марийцы, удмурты, коми и чудь заволочская. В XI―XIII веках южная окраина Вятской земли стала фактически подконтрольной Волжской Булгарии, при этом булгары собирали дань также и с северных территорий бассейна Вятки.
Русские переселенцы пришли на заселённые финно-угорскими народами земли с территории Северо-Западной и Северо-Восточной Руси в XI―начале XIII века (по мнению краеведов библиотеки имени Герцена — в XII—XIII веках), с того же времени началась русская колонизация вятских земель. В вятских летописях конца XVII ― начала XVIII века приход восточных славян на Вятку датируется 1181 годом, а основание Хлынова ― 1199 годом, однако эти даты не могут считаться точными. Более массовый характер русская колонизация Вятки приняла после монгольского нашествия на Русь, что было связано со стремлением жителей древнерусских городов избежать насилия и разорения со стороны монголов.
Впервые Вятская земля была упомянута в летописях в 1374 году, когда новгородские ушкуйники совершили поход в Болгарскую землю, одновременно с этим разграбив территории Вятки. В 1378 году по договору между вятской знатью и суздальско-нижегородским князем Дмитрием Константиновичем Вятская земля стала его вотчиной. После смерти князя в 1383 году в ходе междоусобной войны Нижегородское княжество отошло его брату Борису Константиновичу, а Суздальское княжество и Вятская земля — детям Семёну Дмитриевичу и Василию Кирдяпе. В войне со своим племянником (по матери), московским князем Василием I братья потерпели поражение, но сохранили за собой Вятскую землю.
В 1401 году умер Семён Дмитриевич, в 1403 году — Василий Кирдяпа. После их смерти Василий I присоединил Вятскую землю к Московскому княжеству. В 1425 году Вятская республика выступила на стороне галицких князей в междоусобной войне между московской и галицкой группировками. После поражения галицкой группировки в 1452 году власть в Вятке перешла в руки местных бояр и купцов. В 1455—1457 годах в столице республики ― Хлынове ― был построен деревянный кремль.
В 1466 и 1467 году вятские войска совершили набеги на волость Кокшенга и на территории народа манси соответственно. Историк Волков предполагает, что эти походы вятичей были связаны с желанием ориентировать политические отношения Вятской республики в сторону Казанского ханства. При этом, признав власть казанского хана Ибрагима, жители Вятки старались уклоняться от выполнения своих обязательств перед ним. Воспользовавшись этой ситуацией, русский полководец Иван Руно в 1468 году совершил поход на Казань, во время которого Хлынов был оккупирован казанскими войсками, а в город был посажен казанский наместник, контролировавший выдачу жителям города хлебной дани, который, однако, был вынужден покинуть город в 1469 году после поражения Казанского ханства.
По приказу Ивана III войска Вятской республики выступили на стороне Московского княжества во время Двинского сражения в устье реки Большой Шиленги 27 июля 1471 года. В этом сражении объединёнными московско-вятскими силами было разбито выступившее против московских воевод войско князя Василия Гребёнки Шуйского.
В 1471 году столица Большой Орды ― город Новый Сарай был взят и разграблен вятскими ушкуйниками под руководством воеводы Константина Юрьева. В 1478 году казанские войска организовали поход на территорию Вятской республики, но не смогли подчинить себе Вятку. Это событие было отражено в летописи следующим образом: «Того же лета царь Абреим [Ибрагим] Казанский приходил ратью на Вятку и волости повоевал, а города ни единаго не взял».

### Присоединение Вятской республики к Московскому княжеству

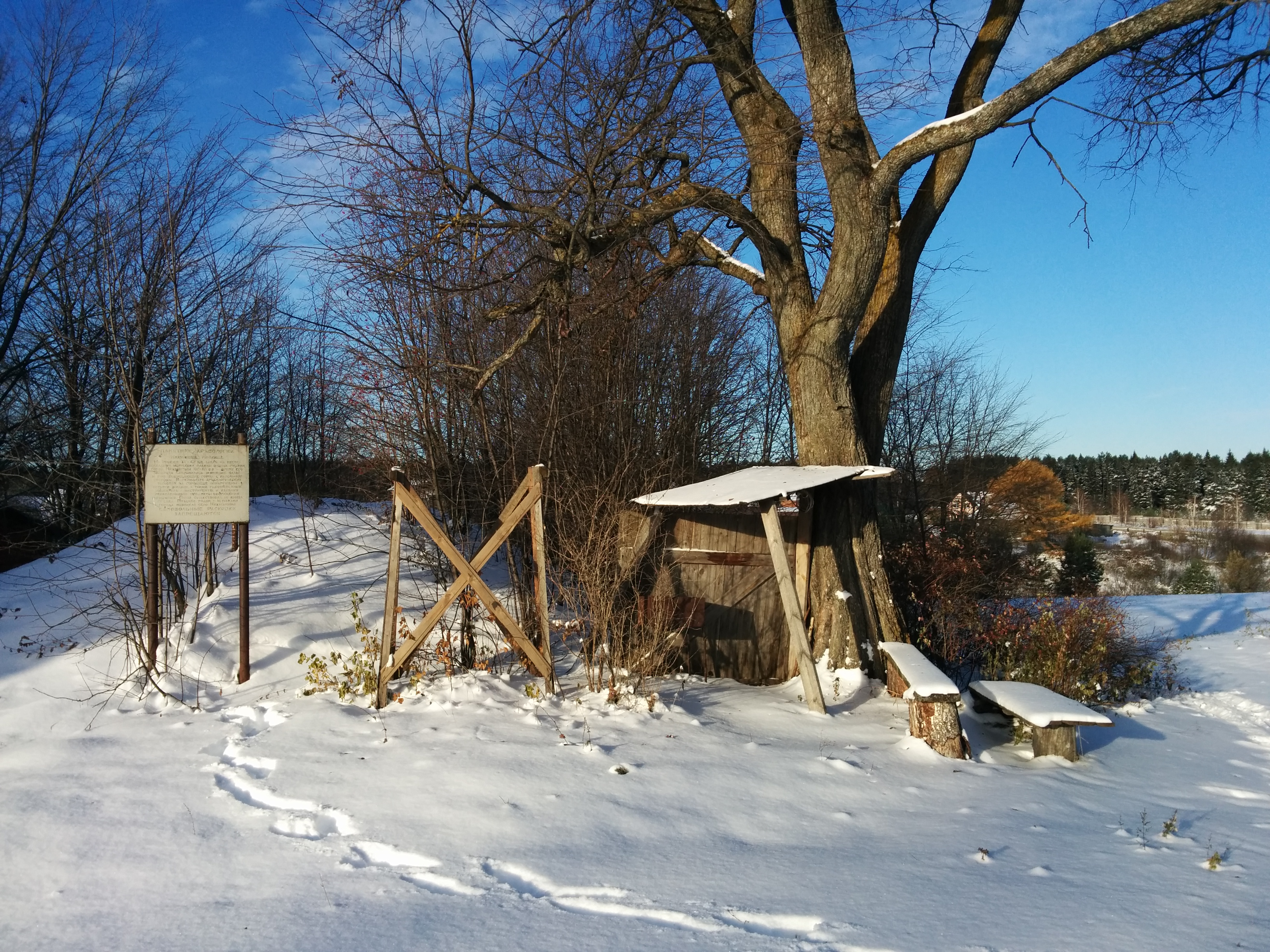
Остатки вала Никульчинского городища

Усиление Вятской республики: строительство Хлынова в 1456―1457 годах и укрепление городов Котельнича, Никулицына и Орлова, а также намерения Казанского ханства занять территории в бассейне реки Вятки, по мнению историка Волкова, привели к появлению у Московского княжества намерений присоединить к себе земли Вятской республики.
В 1457 году указом князя Василия II в военный поход на Вятскую республику было отправлено войско под командованием князя Ивана Ивановича Ряполовского. Хотя московские полки и осадили Хлынов, они не смогли его взять. Историк В. А. Волков предполагает, что с жителей Вятской земли был взят выкуп именем великого князя в казну Московского княжества.
Уже в 1459 году после военного похода под командованием Ивана Юрьевича Патрикеева, взятия нескольких вятских городов и длительной осады Хлынова Вятская республика официально вошла в состав Московского княжества, сохранив при этом самоуправление.
В конце зимы ― начале весны 1486 года вятские ушкуйники напали на Устюжскую землю «и стояли под Осиновцем городом день и прочь пошли, а три волости разграбили». После этого нападения повторное было совершено в мае того же года. Во время второго Устюжского похода вятский воевода Константин Юрьев, знавший о расстановке сил в Хлынове и намерениях вятских бояр, бежал к князю Ивану III.
Москва не сразу отреагировала на походы Вятской земли против Устюга, будучи занятой войной с Казанским ханством, однако уже в 1489 году Иваном III в Вятку было отправлено 64-тысячное (по другим источникам ― 72-тысячное) войско под командованием военачальника Данилы Васильевича Щени. 24 июля был взят город Котельнич в 80 верстах (около 85 километров) от Хлынова, а уже 16 августа войска подошли к стенам столицы Вятской республики. Изначально городское вече отказалось выполнять требования Щени (сдать в плен предводителей мятежников во главе с Иоанном Аникиевым и сдать город), но ввиду угрозы сожжения Хлынова вече согласилось выдать мятежных руководителей и подчиниться Ивану III. После похода Данилы Щени Вятская республика окончательно вошла в состав Русского государства. В 1490 году произошёл «развод» Вятки: многие вятские дворяне были свезены на жительство в Московское княжество.

### Отношения с Новгородской республикой
Вятская республика могла являться новгородской колонией, не признавшей власти своей метрополии. Враждебное отношение Вятской земли к Новгороду можно объяснить тем, что отношения между Новгородской республикой и Владимиро-Суздальским княжеством потеплели после осады Новгорода, в то время как Вятская республика была создана противниками Северо-Восточной Руси, не желавшими поддерживать власть в Новгороде, когда «в нём дела обратились противо их сочувствиям». Вятская республика также сохранила тесные связи с новгородскими ушкуйниками, ухудшив тем самым отношения со своими соседями. При этом точно не известно, входила ли Вятка в состав Новгородской земли полностью или была сепаратистским государством на её окраине.

### Результаты археологических раскопок
В 1959 году на территории парка имени С. Н. Халтурина в Кирове Лев Павлович Гуссаковский провёл разведочные работы, в результате которых было обнаружено древнеудмуртское поселение, названное Вятским городищем. Находки позволили исследователю определить время существования городища как XI―XIII века. Гуссаковский соотнёс данное поселение с центром расселения удмуртского племени ватка, впоследствии вытесненного пришлыми новгородцами. Приход жителей русских земель исследователь относит к концу XII―началу XIII веков. Раскопки могут свидетельствовать о том, что именно это городище дало двойное название городу Хлынову (Вятке). В 1970-е годы результаты исследования были подвергнуты сомнению со стороны учёного А. В. Эммаусского, который высказал мнение об основании города Хлынова не ранее XIV века, основываясь на времени смены деревянных мостовых в Великом Новгороде. Однако уже выводы Эммаусского раскритиковал учёный Л. Д. Макаров, по мнению которого Эммаусский не учитывал особенности формирования культурного слоя Хлынова (Вятки).

## В культуре
В 1885 году вышла книга «Москва слезам не верит» за авторством Даниила Мордовцева, посвящённая присоединению Вятской республики к Московскому государству. Согласно Владимиру Помелову, «писатель мастерски передаёт атрибуты эпохи, воссоздаёт приметы быта, речь хлыновчан». Помимо произведения Мордовцева, отдельные аспекты жизни общества Вятской республики описывается в повестях «Хлыновцы» И. И. Шишкина и «Упреждающий удар» В. К. Чернова; последнее произведение посвящено походу вятского воеводы Константина Юрьева на Новый Сарай.